# 网纹孔蚀蟹
网纹孔蚀蟹（学名：Oreophorus reticulatus）为玉蟹科孔蚀蟹属的动物。分布于菲律宾、澳大利亚、马拉巴尔海岸、亚米兰特岛、波斯湾以及中国大陆的南沙群岛等地，生活环境为海水，一般栖息于水深约20-80米深的软沙底。其生存的海拔范围为-80至-20米。该物种的模式产地在巽他海峡。